# The Call of the Mild
Psych: The Call of the Mild è un romanzo giallo di William Rabkin pubblicato il 5 gennaio 2010, terzo di una pentalogia basata sulla serie televisiva USA Network Psych, creata da Steve Franks.
Il libro, il cui titolo è approssimativamente traducibile come: "La chiamata del mite", è scritto in terza persona con narratore onnisciente e presenta i medesimi luoghi e personaggi della serie TV, oltre ad aprirsi con un flashback relativo all'infanzia del protagonista in maniera analoga agli episodi.
I fatti narrati si svolgono nel 2009 e vanno idealisticamente collocati a cavallo tra la terza e la quarta stagione dello show.

## Trama
1988: Henry rimprovera il figlio per aver mancato alla promessa fatta ad una vicina di occuparsi del suo orto dopo essersi fatto pagare in anticipo. Per punire il ragazzo l'uomo gli impone di pulire il garage ma, questi, trova una scappatoia nelle stesse parole del genitore ed evita dunque anche il suddetto lavoro.
2009: Assunti da una maestra elementare perché ritrovino la collana persa durante una gita ai giardini pubblici, Shawn e Gus vengono aggrediti da un mimo e derubati del suddetto oggetto per poi scoprire che la loro cliente è stata assassinata mentre svolgevano l'indagine.
Essendo l'omicidio avvenuto nel quartiere sotto la sua giurisdizione, l'agente dell'Isla Vista Foot Patrol Chris Rasmussen estromette Jules, Lassiter e il capo Vick dalla direzione dell'indagine; salvo poi ritornare sui suoi passi nel momento in cui questi gli offrono la possibilità di collaborare con Henry Spencer, suo idolo d'infanzia, a patto che conceda al dipartimento di seguire le indagini.
Come condizione per il temporaneo ritorno dalla pensione, Henry chiede tuttavia che il figlio non interferisca e dunque il "sensitivo" decide di svolgere un'indagine parallela concentrandosi sul mimo che ha aggredito lui e il partner, il quale è stato ritrovato morto poco dopo la loro cliente ed identificato come un avvocato impiegato presso il potente studio legale di Oliver Rushton, cui la coppia di detective rivela della vicenda. L'uomo, che da tempo sospetta di una cospirazione criminosa tra le sue file, li ingaggia per seguire i suoi dipendenti durante l'annuale ritiro aziendale, costituito da una sfida di sopravvivenza tra i boschi.
Mentre l'indagine del dipartimento arriva ad un punto morto provocando un esaurimento nervoso di Rasmussen, che arriva a minacciare di morte Rushton, venendo prontamente fermato da Henry; Shawn e Gus si trovano dunque intrappolati lontano da qualsivoglia mezzo di comunicazione assieme alla cinica Gwendolyn Shrike, alla timida Jade Greenway, al compassato Kirk Savage, al viscido Reginald Balowsky ed al taciturno Morton Mathis, che si rivela essere un agente dell'FBI sotto copertura mosso dagli stessi sospetti dei due.
Col passare dei giorni nel gruppo di avvocati avviene un assassinio dopo l'altro, fino a quando Shawn non riesce a dimostrare che il colpevole degli omicidi altri non è che Jade Greenway; intenzionata a fingersi morta dopo aver sterminato tutto il gruppo per poter fuggire all'estero coi soldi fatti attraverso la vendita di segreti industriali dopo aver ucciso sia la sua socia in affari (la donna della collana) che l'incorruttibile collega intenzionato ad esporre il complotto (il mimo).
Nel momento in cui la situazione sembra precipitare la polizia sopraggiunge sul luogo guidata da Rushton e Jade viene arrestata prima che possa completare il suo intento.

## Dedica
Come già avvenuto per i primi due romanzi, la pagina d'apertura contiene una dedica dell'autore: "For Rufus R. and the woman who loves him" ("A Rufus R. e alla donna che lo ama").
Nella pagina conclusiva Rabkin fa inoltre le sue scuse all'Isla Vista Foot Patrol per il modo in cui li ha dipinti nel romanzo, sottolineando come nella realtà essi siano un'istituzione competente e professionale. Infine ringrazia nuovamente Franks e lo staff creativo di Psych per l'aiuto datogli in corso d'opera.

## Riferimenti
Nel corso dell'opera vengono citati fatti avvenuti negli episodi Il dinosauro assassino, La mummia assassina, La casa infestata, Due sorelle per un caso e Indovina indovinello.
Nella descrizione dell'entourage di avvocati essi vengono paragonati a Tanya Roberts (Gwendolyn), Campanellino (Jade), Doc Savage (Kirk), Capitan Uncino (Balowsky) e William Shatner (Mathis).
Sono menzionati i film Cliffhanger - L'ultima sfida, I predatori dell'arca perduta, Rushmore, La mosca, Amityville Horror, Flashdance, il mistero del falco, Caccia a Ottobre Rosso, Highlander - L'ultimo immortale, Kaan principe guerriero, E.T. l'extra-terrestre, Le colline hanno gli occhi, Ultimatum alla Terra, La cosa e Star Trek II: L'ira di Khan; nonché i libri La regina delle fate, I tre moschettieri, L'anello del Nibelungo, Le mille e una notte, Risveglio di primavera e Moby Dick.

## Edizioni
- William Rabkin, Psych: The Call of the Mind, collana Narrativa, Penguin Group, 2010,  pp. 288, ISBN 0-451-22876-6.